# Etmopterus dislineatus
Etmopterus dislineatus és una espècie de peix de la família dels dalàtids i de l'ordre dels esqualiforms.

## Morfologia
- Els mascles poden assolir 44,8 cm de longitud total.[3][4]

## Reproducció
És ovovivípar.

## Hàbitat
És un peix marí d'aigües profundes que viu entre 590–800 m de fondària.

## Distribució geogràfica
Es troba a la Mar del Corall i Queensland (Austràlia).